# Khadija al-Salami
Khadija al-Salami (Saná, 11 de noviembre de 1966) es una directora y productora de cine yemení, reconocida principalmente por ser la primera cineasta femenina de ese país. Al-Salami reside en la actualidad en París, Francia. Ha sido nominada y ha ganado varios premios en importantes eventos relacionados con el cine a nivel mundial como el Festival Internacional de Cine de Dubái y el Festival de Cine Asiático de Vesoul, entre otros. Uno de sus documentales, I Am Nojoom, Age 10 and Divorced, fue elegido como la cinta yemení para participar en la categoría de la mejor película de habla no inglesa en la 89.ª edición de los Premios de la Academia, primera película de ese país en ser seleccionada para dicho galardón. Aunque el documental no ingresó en la lista final de nominados, se considera este hecho un gran logro para la industria del cine de Yemen.

## Primeros años y educación
En su infancia, al-Salami fue enviada a vivir con familiares luego del divorcio de sus padres tras reiteradas escenas de violencia doméstica por parte del padre. A los once años, su abuela la obligó a contraer matrimonio y fue violada por su esposo. Algunas semanas después su esposo la llevó donde su tío, quien la repudió de inmediato y se la devolvió a su madre soltera. Ella escapó de la inmensa presión de la familia y la sociedad al encontrar un empleo en la estación de televisión local y al mismo tiempo asistir a la escuela por las mañanas, actividades que le brindaban mucha felicidad en medio de su difícil situación. A los 16 años recibió una beca para cursar sus estudios secundarios en los Estados Unidos. Posteriormente se inscribió en la Escuela para Mujeres de Mount Vernon en Washington D. C. Después de un período en Yemen y París, regresó a Washington para obtener su maestría en comunicaciones en la Universidad Americana. Como tesis de grado, al-Salami produjo su primera película.

## Carrera
Su primer largometraje, rodado en su totalidad en Yemen, fue I Am Nujood, Age 10 and Divorced. La película narra la historia real de Nujood Ali, la niña obligada a casarse más famosa de Yemen, quien contrajo matrimonio a los diez años y solicitó el divorcio en un tribunal. Al-Salami no quería contar solo la historia de Nujood, sino también la suya y la de muchas otras novias infantiles yemenitas, ya que esto permite que otras niñas comprendan los efectos de estos matrimonios. Para la creación de la película también se basó en su experiencia personal, al ser obligada a casarse por su abuela a los once años y sufrir de la violación por parte de su esposo. Ésta fue la única película de Khadija filmada en su natal Yemen, ya que al poco tiempo se radicó definitivamente en París. La cinta ganó el premio al mejor largometraje en el Festival Internacional de Cine de Dubái y también fue exhibida en otros reconocidos festivales. En 2016 I Am Nojoom, Age 10 and Divorced se convirtió en la primera película yemení en ser presentada para competencia en la categoría de mejor película de habla no inglesa en la edición número 89 de los Premios de la Academia.
Desde entonces ha trabajado principalmente en el ambiente del cine documental, destacándose su producción de 2013 The Scream (2013), documental sobre el levantamiento de Yemen de 2011 y sobre el papel de la mujer durante este acontecimiento. Su documental Stranger in Her Own City (2005) relata las repercusiones negativas que pueden tener las arraigadas tradiciones familiares en los países del mundo árabe. Al-Salami manifestó además que A Stranger in her own City "nunca fue presentada en la televisión yemení porque su contenido es demasiado controversial para las convenciones sociales del país". La cineasta creó esta película basada en el dolor propio que experimentó con su matrimonio infantil arreglado, así como la experiencia de una joven llamada Najmia que tenía 13 años en ese momento y atravesaba una situación similar.
Desde entonces al-Salami ha producido varios documentales para canales de televisión de Francia y de Yemen. El enfoque principal de sus documentales está en las mujeres, posiblemente como un reflejo de su experiencia de vida. También es coautora con su actual esposo, el estadounidense Charles Hoots, de una autobiografía titulada The Tears of Sheba.

## Obras
| Año  | Obra                                             |
| ---- | ------------------------------------------------ |
| 1991 | Hadramaout: Crossroads of Civilizations          |
| 1994 | Le pays suspendu                                 |
| 1995 | Women of Islam                                   |
| 1997 | Land of Sheba                                    |
| 2000 | Yemen of a Thousand Faces                        |
| 2005 | A Stranger in Her Own City                       |
| 2006 | Amina                                            |
| 2013 | Scream                                           |
| 2014 | I Am Nojoom, Age 10 and Divorced                 |
| 2015 | La rosée du matin (francés), con Nada al-Ahdal   |
| 2016 | Jedenastoletnia zona (polaco), con Nada al-Ahdal |

## Premios y reconocimientos
| Festival                                | Año  | Premio                   | Categoría y/o película                                   |
| --------------------------------------- | ---- | ------------------------ | -------------------------------------------------------- |
| Festival Internacional de Cine de Dubái | 2014 | Muhr Award- Ganadora     | Mejor película: I am Nujood, Age 10, and Divorced (2014) |
| Festival Internacional de Cine de Dubái | 2006 | Muhr Award- Ganadora     | Mejor documental- Plata: Amina (2006)                    |
| Festival de Cine Asiático de Vesoul     | 2006 | Premio juvenil- Ganadora | Une étrangère dans sa ville (2005)                       |
| Festival de Cine Asiático de Vesoul     | 2005 | Premio juvenil- Nominada | Les femmes et la démocratie au Yémen (2003)              |